# Кантагаллина, Ремиджо
Ремиджо Кантагаллина (итал. Remigio Cantagallina, ок. 1582—1656) — итальянский рисовальщик и гравёр эпохи барокко.
Родился в Борго Сансеполькро, Тоскана, в семье Джованни Мария Кантагаллина, дворянина из Перуджи. Его братья, Антонио и Джованни (Джован) Франческо, также были художниками. Антонио — архитектор и декоратор, Джованни Франческо — инженер-строитель фортификационных сооружений.
Во флорентийской Академии рисунка Антонио вместе с братом Джованни Франческо посещали занятия ландшафтного архитектора и сценографа, мастера перспективных ведут Джулио Париджи. Ремиджо вместе с братом Антонио написали алтарную картину, изображающую Тайную вечерю, для трапезной монастыря Сан-Бартоломео в Борго Сансеполькро (1604; в настоящее время в городском музее).
Более всего Ремиджо Кантагаллина известен как мастер пейзажей в рисунке и гравюре, картин на религиозные сюжеты, театральных декораций и оформления дворцовых празднеств. В его творчестве отмечают влияние Джулио Париджи, Пауля Бриля и Якопо Лигоцци.
В 1612—1613 годах Кантагаллина путешествовал по Голландии, Южным Нидерландам и Франции, изображая городские и сельские виды; многие гравюры посвящены Брюсселю и Сиене, особенное внимание уделено изображению народных празднеств, гуляний и сцен из крестьянского быта.
Среди его произведений — алтарный образ «Смерть святого Франциска» (1605), серия офортов: пейзажей с датами 1603 года, в которых очевидна общность с работами Стефано делла Белла, испытавшего, как и он, влияние Джулио Париджи, и особенно Жака Калло, который также работал вместе с Париджи и некоторое время во Флоренции учился офорту у Кантагаллины. 
В 1608 году Ремиджо Кантагаллина оформлял вместе с Джулио Париджи «театральные интерлюдии» во Флоренции, представляющие, в частности «Дворец Славы» и «Герцогский флот аргонавтов» (парад кораблей на реке Арно), по случаю свадьбы Козимо Медичи с Марией Австрийской. Все декорации Ремиджо запечатлел в офортах по рисункам Париджи.
В 1609 году Ремиджио написал «Возвращение Товия», «Христос и самаритянка». После этой даты хронология его жизни и творчества неясна.
У Ремиджо Кантагаллины было много учеников. У него учился офорту Стефано делла Белла. После 1648 года он обучал рисованию учёного-натуралиста Франческо Реди. Его учеником был гравёр Никколо Анджели.

## Галерея
- Астерион. Из серии «Герцогский флот аргонавтов» (парад кораблей на реке Арно по случаю свадьбы Козимо Медичи с Марией Австрийской. Офорт по рисунку Дж. Париджи. 1608
- Стены Брюсселя. Пейзаж с Товием и ангелом. Сепия, перо, кисть. 1613
- Автопортрет. Деталь. Ок. 1612. Тушь, перо. Брюссель, Королевские музеи изящных искусств
- Город Маастрихт. Тушь, перо. 1612. Брюссель, Королевские музеи изящных искусств
- Б. Монкорне по рисунку Р. Кантагаллины. Пелей и Теламон, направляемые Тетис. Из серии «Герцогский флот аргонавтов» к свадьбе Козимо Медичи с Марией Австрийской. 1664. Офорт